# Валя-Флорий
Валя-Флорий (рум. Valea Florii) — село в Хынчештском районе Молдавии. Наряду с сёлами Сарата-Галбенэ, Братьяновка, Карпинянка и Королёвка входит в состав коммуны Сарата-Галбенэ.

## География
Село расположено на высоте 111 метров над уровнем моря.

## Население
По данным переписи населения 2004 года, в селе Валя Флорий проживает 201 человек (101 мужчина, 100 женщин).
Этнический состав села:
| Национальность | Число жителей | Процентный состав |
| -------------- | ------------- | ----------------- |
| молдаване      | 159           | 79.1              |
| болгары        | 35            | 17.41             |
| украинцы       | 5             | 2.49              |
| румыны         | 2             | 1.0               |
| Всего          | 201           | 100%              |